# The Days
«The Days» —en español: «Los Días»— es una canción del DJ y compositor sueco Avicii, lanzada como uno de los anticipos de cara a su segundo álbum de estudio Stories, lanzado el 2 de octubre de 2015, la cual finalmente no pasó el corte y no se incluye en dicho álbum. Cuenta con la colaboración vocal, aunque sin acreditar, del cantante británico Robbie Williams. Brandon Flowers participó en la composición de la canción.

## Video lírico
Un video de las canciones oficiales de Avicii también fue lanzado en YouTube por en su canal oficial AviciiVEVO.  En el video, un artista aspersión pinta las letras de "The Days" en negro contra una pared blanca. Al final, vemos a un método en la locura del pintor, revelando una pieza de arte formado por los mensajes aparentemente al azar que hizo. El artista entonces hace salpicaduras de pinturas de colores en su obra.

## Lista de canciones
| Sencillo en CD |                           |          |  |
| N.º            | Título                    | Duración |  |
| 1.             | «The Days» (Radio edit)   | 3:45     |  |
| 2.             | «The Days» (Original Mix) | 4:38     |  |
| 3.             | «The Days» (Extended Mix) | 5:58     |  |

## Posicionamiento en listas

### Semanales
| Alemania          | German Singles Chart     | 7  |
| Australia         | Australian Singles Chart | 10 |
| Austria           | Ö3 Austria Top 40        | 3  |
| Bélgica (Flandes) | Ultratip flamenca        | 2  |
| Bélgica (Valonia) | Ultratip valona          | 2  |
| Canadá            | Canadian Hot 100         | 80 |
| Dinamarca         | Danish Singles Chart     | 4  |
| Eslovaquia        | Singles Digital Top 100  | 2  |
| España            | Top 50 Canciones         | 26 |
| Estados Unidos    | Billboard Hot 100        | 78 |
| Estados Unidos    | Dance/Electronic Songs   | 8  |
| Finlandia         | Suomen virallinen lista  | 5  |
| Francia           | French Singles Chart     | 52 |
| Hungría           | Single Top 40            | 1  |
| Irlanda           | Irish Singles Chart      | 27 |
| Israel            | Media Forest             | 2  |
| Italia            | Italian Singles Chart    | 10 |
| Japón             | Japan Hot 100            | 22 |
| Noruega           | VG-lista                 | 2  |
| Nueva Zelanda     | NZ Top 40 Singles Chart  | 28 |
| Países Bajos      | Dutch Top 40             | 10 |
| Reino Unido       | UK Singles Chart         | 82 |
| República Checa   | Singles Digital Top 100  | 1  |
| Suecia            | Swedish Singles Chart    | 1  |
| Suiza             | Swiss Singles Chart      | 8  |

### Anuales
| País           | Lista (2014)           | Posición | Ref.   |
| -------------- | ---------------------- | -------- | ------ |
| Alemania       | German Singles Chart   | 88       | [ 29 ] |
| Estados Unidos | Dance/Electronic Songs | 55       | [ 30 ] |
| Países Bajos   | Nederlandse Top 40     | 56       | [ 31 ] |
| Suecia         | Sverigetopplistan      | 44       | [ 32 ] |

### Certificaciones
| País      | Organismo certificador | Certificación | Simbolización | Ventas | Ref.   |
| --------- | ---------------------- | ------------- | ------------- | ------ | ------ |
| Australia | ARIA                   | Platino       | ▲             | 70 000 | [ 33 ] |
| Dinamarca | IFPI (Dinamarca)       | Oro           | ●             | 15 000 | [ 34 ] |
| España    | PROMUSICAE             | Oro           | ●             | 30 000 | [ 35 ] |
| Italia    | FIMI                   | Platino       | ▲             | 50 000 | [ 36 ] |
| Suecia    | IFPI (Suecia)          | Platino       | ▲             | 40 000 | [ 37 ] |